# Bisbat de Halberstadt
El bisbat de Halberstadt  - Bistum Halberstadt (alemany) - fou una diòcesi catòlica romana des de 804 fins a 1648 i un principat eclesiàstic de l'Sacre Imperi durant l'edat mitjana. La seva capital era Halberstadt al modern estat de Saxònia-Anhalt, cap al nord de la serralada de Harz.

## Història
.

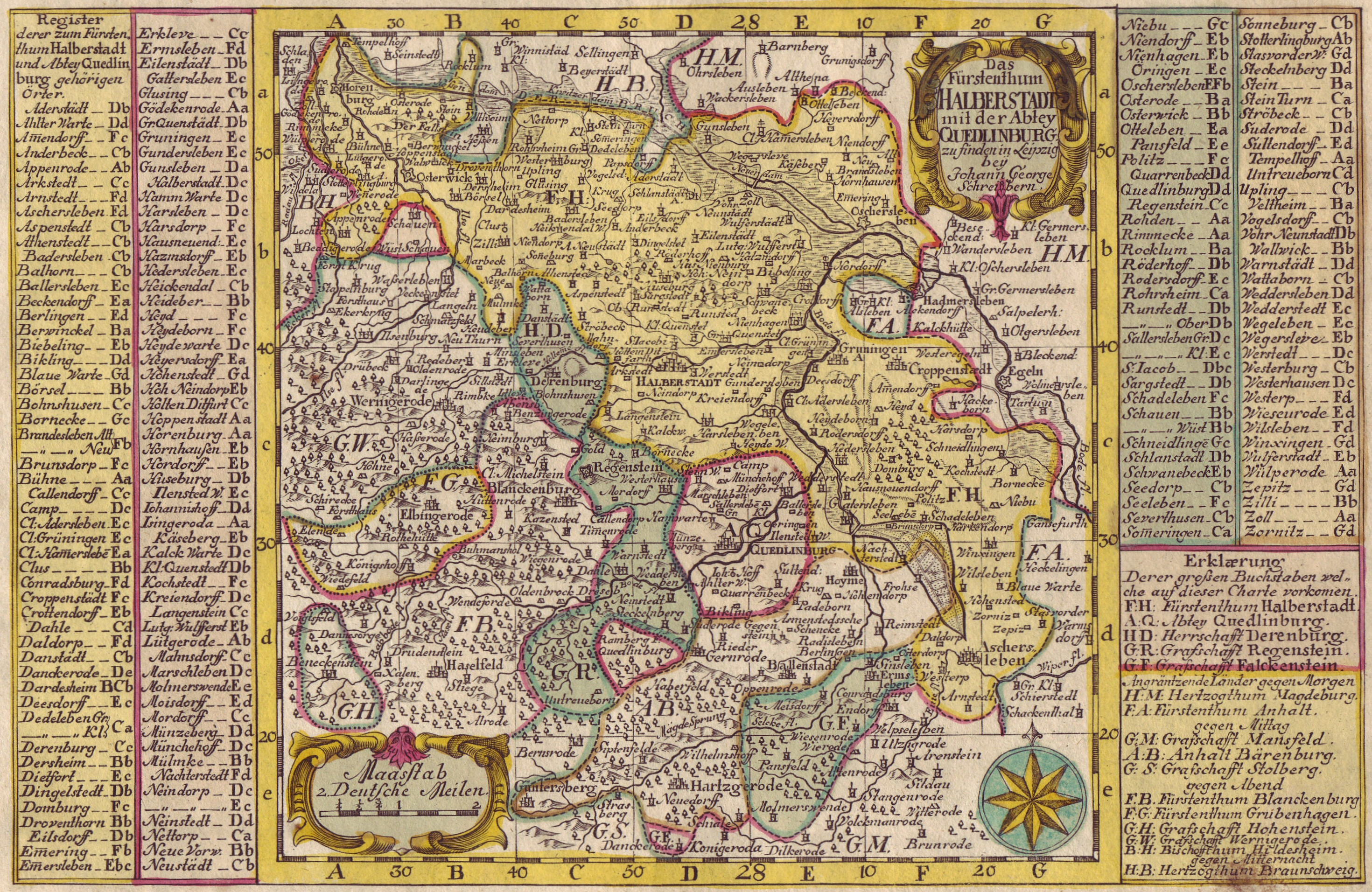
Principat d'Halberstad segons un mapa de la meitat del segle XVIII

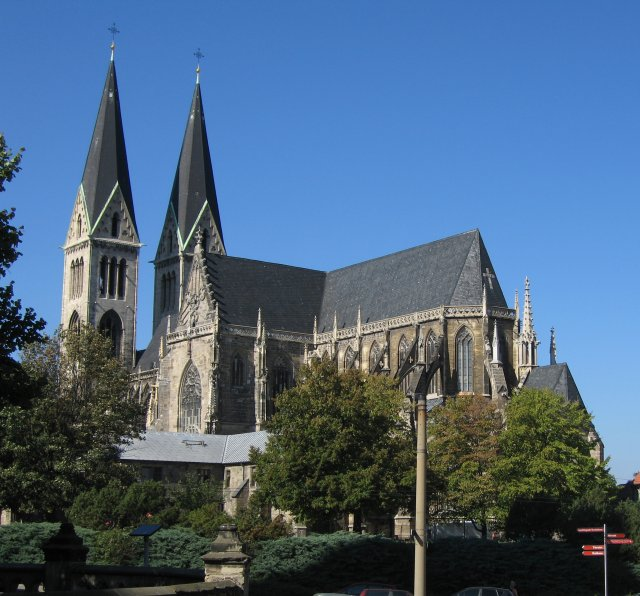
Catedral de Halberstadt

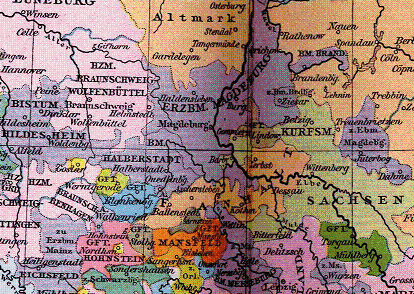
Mapa dels bisbats d'Halberstat, Hildesheim i Magdeburg vers 1400

En les seqüeles de les Guerres Saxones, l'emperador Carlemany el 804 va establir una diòcesi missionera a Osterwieck (llavors anomenat Seligenstadt) a Ostfàlia, durant la cristianització dels saxons pagans i els eslaus polabis. Sota el seu (suposat) primer bisbe de Châlons Hildegrí (alumne d'Alcuí a la biblioteca palatina) la capital fou traslladada a Halberstadt, canvi confirmat per Lluís el Pietós fill i successor de Carlemany, en un diploma del 2 de setembre del 814 en el qual va donar a Hildegrí l'autoritat sobre els territoris que formaven la diòcesi que arribaven al nord fins a les valls de l'Aller i l'Ohre, a l'est l'Elba i Saale, a l'oest fins Oker, al sud-oest fins a Unstrut, Helme i Wipper, i al sud fins a Merseburg i Zeitz. No obstant això, quan Otó I del Sacre Imperi Romano-Germànic va fundar l'Arquebisbat de Magdeburg el 968, Halberstadt va perdre la meitat oriental del seu districte.
Els bisbes de Halberstadt van rivalitzar amb Magdeburg per guanyar influència política en els dies de la Dinastia Otoniana i de la Dinastia Sàlica. Sota el govern de l'emperador Enric III del Sacre Imperi Romanogermànic els bisbes foren investits amb altres drets territorials que van permetre als bisbes gaudir d'un poder territorial efectiu. De 1036 al 1059, Burcard I, l'antic canceller de Conrad II, va governar el bisbat; el va succeir Burcard II, nebot de l'arquebisbe de Colònia, Annó, partidari d'Hildebrand (que fou després papa com a Gregori VII) el qual va donar suport a l'elecció del papa Alexandre II desfermant la còlera de l'emperador Enric IV. El 1062 el bisbe Burcard II de Halberstadt  fou enviat a Roma com a mediador Imperial en el conflicte entre el [[Alexandre II] (papa)|Alexandre II]] i l'antipapa Honori II. No obstant l'emperadriu consort Agnès d'Aquitània i el seu fill Enric IV del Sacre Imperi Romanogermànic Poitou es van aliar el 1073 amb l'ara papa Gregori VII en la Controvèrsia o conflicte de les Investidures i es convertiren en les figures principals de la Gran Rebel·lió Saxona. Després de la deposició del duc saxó Enric el Lleó el territori de Halberstadt esdevenia un estat imperial del tipus principat-bisbat.
El 1479 l'elector de Saxònia Ernest de Wettin va pressionar per l'elecció del seu fill de 13 anys Ernest II, arquebisbe de Magdeburg des de 1476, com a administrador de Halberstadt en el lloc del dimitit Príncep-bisbe Gebhard von Hoym. Així Halberstadt i Magdeburg van quedar en unió personal. El 1513 Albert de Hohenzollern, germà petit de l'Elector Joaquim de Hohenzollern va succeir a Ernest i la casa d'Hohenzollern va restar administradora del bisbat de Magdeburg i Halberstadt. El 1540 el bisbat de Halberstadt va esdevenir luterà durant la reforma protestant. El 1566 Enric Juli de Brunswick-Wolfenbüttel va esdevenir el primer administrador diocesà del principat-bisbat, després que Halberstadt romania part de Brunswick-Wolfenbüttel fins al 1623 quan el fill d'Enric Juli, Cristià el Jove de Brunswick conegut com '"el Boig de Halberstadt ", dimitia durant la Guerra dels Trenta Anys. Fou succeït per Cristià Guillem de Hohenzollern, fill de l'Elector de Brandenburg Joaquim Frederic.
A la Pau de Westfàlia de 1648, el bisbat fou secularitzat com a Principat de Halberstadt, i finalment donat als governants Hohenzollern de Brandenburg-Prússia. Els catòlics de la diòcesi van passar a dependre del vicariat apostòlic del nord. Després del Congrés de Viena de 1815, el seu territori s'incorporava a la província prussiana de Saxònia.

## Geografia
Després de la fundació de l'Arquebisbat de Magdeburg, la diòcesi de Halberstadt cobria els següents comtats o gaus saxons: Balsamgau, Derlingau, la part occidental del Nordthüringgau, Harzgau, Schwabengau, i Hassegau. Així, s'estenia del riu Oker prop d'Hornburg a l'oest, on vorejava el bisbat de Hildesheim, al Saale a l'est, on els bisbes adquiriren l'antic comtat o principat d'Anhalt-Aschersleben el 1315. La ciutat de Brunswick, situada as dos costats de l'Oker, fou partida originalment entre Halberstadt i Hildesheim fins que va passar al duc Enric el lleó de Saxònia el 1142, que la va convertir en la seva residència.
El bisbat (diòcesi) comprenia unes 100 institucions, monestirs i comandes, i al segle xiii es va organitzar eclesiàsticament en 13 arxidiaconats regits per ardiaques, nombre elevat a 37 a finals del segle xiv; els feus eclesiàstics estaven normalment administrats per veguers que al seu torn es feien representar sobre el terreny per arxi-preveres, i que disposaven d'una administració pròpia que els permetia exercir en certa manera d'un poder temporal al marge del poder eclesiàstic; algun tenien també un adjunt. També dins el principat hi havia al segle xiii un advocat o protector encarregat de cobrar les contribucions als vassalls; a partir de 1339 el poder el va exercir un consell diocesà de clergues i laics que des del segle xv fou president pel canceller; a part d'un conseller de finances el bisbat va designar a partir de 1377 un capita de l'església encarregat dels afers militars. El principat estava administrativament dividit en batllies i concessions.

## Episcopologi
| Nom | Des de | Fins a |
| --- | ------ | ------ |
| Hildegrim de Châlons                                                                                   | 804    | 827    |
| Thiatgrim                                                                                              | 827    | 840    |
| Haymo                                                                                                  | 840    | 853    |
| Hildegrí II                                                                                            | 853    | 886    |
| Agiulf                                                                                                 | 886    | 894    |
| Segimon                                                                                                | 894    | 923    |
| Bernard                                                                                                | 926    | 968    |
| Hildeward                                                                                              | 968    | 996    |
| Arnulf                                                                                                 | 996    | 1023   |
| Branthog                                                                                               | 1023   | 1036   |
| Burcard I                                                                                              | 1036   | 1059   |
| Burcard II                                                                                             | 1059   | 1088   |
| Hamezo (anti-bisbe)                                                                                    | 1085   | 1085   |
| Dietmar                                                                                                | 1089   | 1089   |
| Herrand                                                                                                | 1090   | 1102   |
| Frederic I (anti-bisbe)                                                                                | 1090   | 1106   |
| Reinhard de Blankenburg                                                                                | 1107   | 1123   |
| Otto von Kuditz                                                                                        | 1123   | 1135   |
| Rudolf                                                                                                 | 1136   | 1149   |
| Ulrich                                                                                                 | 1149   | 1160   |
| Gero von Schowitz                                                                                      | 1160   | 1177   |
| Ulrich                                                                                                 | 1177   | 1181   |
| Dietrich von Krosigk                                                                                   | 1181   | 1193   |
| Gardolf von Harbke                                                                                     | 1193   | 1201   |
| Konrad von Krosigk                                                                                     | 1201   | 1209   |
| Frederic II de Kirchberg                                                                               | 1209   | 1236   |
| Ludolf von Schladen                                                                                    | 1236   | 1241   |
| Meinard von Kranichfeld                                                                                | 1241   | 1252   |
| Ludolf II von Schladen (no reconegut pel Papa)                                                         | 1253   | 1255   |
| Volrad von Kranichfeld                                                                                 | 1254   | 1295   |
| Hermann von Blankenburg                                                                                | 1296   | 1304   |
| Albert I d'Anhalt-Ascherleben                                                                          | 1304   | 1324   |
| Albert II de Brunswick-Lüneburg, fill del duc Albert el Gros                                           | 1324   | 1358   |
| Giselbrecht von Holstein (anti-bisbe)                                                                  | 1324   | 1343   |
| Albrecht von Mansfeld (anti-bisbe)                                                                     | 1346   | 1356   |
| Lluís de Meissen, fill del marcgravi Frederic II                                                       | 1357   | 1366   |
| Albert III de Saxònia                                                                                  | 1366   | 1390   |
| Ernest I von Hohnstein                                                                                 | 1391   | 1399   |
| Rodolf d'Anhalt                                                                                        | 1401   | 1406   |
| Enric von Warberg                                                                                      | 1407   | 1411   |
| Albert IV, fill de Conrad IV, comte de Wernigerode                                                     | 1411   | 1419   |
| Joan von Hoym                                                                                          | 1419   | 1437   |
| Bucard von Warberg                                                                                     | 1437   | 1458   |
| Gebhard von Hoym                                                                                       | 1458   | 1479   |
| Administrat per l'arquebisbe de Magdeburg                                                              |        |        |
| Ernest II de Saxònia                                                                                   | 1480   | 1513   |
| Albert de Magúncia                                                                                     | 1513   | 1545   |
| Joan Albert de Brandenburg-Ansbach fill del marcgravi Frederic I                                       | 1545   | 1550   |
| Frederic de Brandenburg, fill de l'Elector Joaquim II                                                  | 1550   | 1552   |
| Segimon de Brandenburg, germanastre de Frederic III                                                    | 1552   | 1566   |
| Administradors protestants                                                                             |        |        |
| Enric Juli de Brunswick-Wolfenbüttel                                                                   | 1566   | 1613   |
| Enric Carles de Brunswick                                                                              | 1613   | 1615   |
| Rodolf de Brunswick                                                                                    | 1615   | 1616   |
| Cristià el Jove de Brunswick                                                                           | 1616   | 1623   |
| Cristià Guillem de Brandenburg, fill de l'Elector Joaquim Frederic                                     | 1624   | 1628   |
| Administrador catòlic                                                                                  |        |        |
| Leopold Guillem Arxiduc d'Àustria (administrador catòlic a causa de la manca de qualificació canònica) | 1628   | 1648   |